# كفن (رواية)
كفن (بالإنجليزية: Shroud)‏ هي رواية للكاتب الأيرلندي جون بانفيل، نشرت عام 2002، عن دار نشر بيكادور.